# Decadent Fun Club
Decadent Fun Club – polski zespół muzyczny, założony w 2016 roku w Warszawie. Laureat „Jarocińskich Rytmów Młodych” podczas Jarocin Festiwal w 2017 roku.

## Historia
Zespół założony został w Warszawie w 2016 roku, tworzą go wokalista Paveu Ostrovsky (znany m.in. z trzeciej edycji Mam talent!), basista Jasiek Łukomski (z zespołu Krem) oraz klawiszowiec Mateusz Gągol i perkusista Kamil Falkor (obaj znani wcześniej z zespołu Out of Tune).
Debiutancki koncert zagrali 16 sierpnia 2016 roku w Warszawie w klubie „Chmury”, od tamtej pory grali w stolicy kilkukrotnie, ponadto grali koncerty w całej Polsce, m.in. w Poznaniu na festiwalu Spring Break w 2017, dwukrotnie w Jarocinie na Jarocin Festiwal 2017. 25 sierpnia 2017 zagrali pierwszy zagraniczny koncert w Berlinie na festiwalu Pop-kultur Festival.
Teledysk do pierwszego singla Serendipity ze stycznia 2017 został wyreżyserowany przez Piotra Smoleńskiego, wystąpił w nim m.in. Jerzy Nasierowski. Teledysk został nominowany do Yach Film 2016 w kategorii „Scenariusz”. W roku 2017 zostały wydane jeszcze dwa single - Glitterball w sierpniu oraz Stardust - pierwszy utwór po polsku - w listopadzie.
Na Jarocin Festiwal 2017 zakwalifikowali się w ramach konkursu „Jarocińskie Rytmy Młodych”. Wygrali eliminacje w Warszawie, zapewniając sobie występ w finale konkursu wraz z trzema innymi finalistami podczas pierwszego dnia festiwalu. 14 lipca 2017 zagrali koncert na scenie na Rynku i głosami jurorów zostali wybrani na laureatów konkursu. Jako zwycięzcy zagrali kolejny koncert ostatniego dnia festiwalu na głównej scenie w parku. W nagrodę zagrali u boku jednego z jurorów – Krzysztofa Zalewskiego – 4 koncerty podczas jego trasy koncertowej Złoto pod koniec 2017.
12 stycznia 2018 zespół wystąpił na żywo w Trójce w specjalnym wydaniu Offensywy Piotra Stelmacha – „Offensywa de Luxe”, otrzymując nagrodę „Szczoty”. Podczas krótkiego występu w Studiu im. Agnieszki Osieckiej zagrali Stardust i Love Will Burn Us All. W lutym supportowali OMD podczas koncertu w Warszawie, a w maju wystąpili na dachu pawilonu nr 11 (iglica) Międzynarodowych Targów Poznańskich podczas festiwalu Pyrkon. W lipcu zespół ponownie wystąpił na Jarocin Festiwal. W maju 2018 został wydany singel - Dead Things Never Smell Good.
W 2019 Decadent Fun Club wystąpili jako support na czterech koncertach polskiej trasy New Model Army, supportowali także The Young Gods i Lust For Youth. 28 września 2019 zespół wystąpił podczas showcase'owego festiwalu Waves Vienna w Wiedniu, a dwa dni wcześniej na koncercie w czeskiej Ostrawie. W tym samym roku zostały wydane dwa single - w sierpniu How Does It Feel? oraz na koniec roku - cover Maanamu Paranoja jest goła, który dotarł do 57. miejsca na liście przebojów Trójki oraz został piosenką dnia w Trójce 9 stycznia 2020.
W 2020 zespół towarzyszył OMD jako support podczas dwóch koncertów.
W 2023 zespół wystąpił na festiwalu Castle Party na głównej scenie zamku oraz na Męskim Graniu 2023 na Scenie Radia 357 podczas finału trasy w Żywcu. W ciągu roku wydawane były w formie cyfrowej kolejno single zapowiadające album: Tango, Stamina, UFO i Hydra. Ostatnim singlem przed wydaniem albumu było Tam, wydane w lutym 2024, z gościnnym udziałem Anji Orthodox.
23 lutego 2024 zespół wydał swój pierwszy album zatytułowany OKO, w wytwórni Requiem Records, którego producentami byli Leszek Biolik i Bartosz Szczęsny. Po wydaniu albumu, zespół wyruszył w trasę koncertową obejmującą kilkanaście polskich miast.

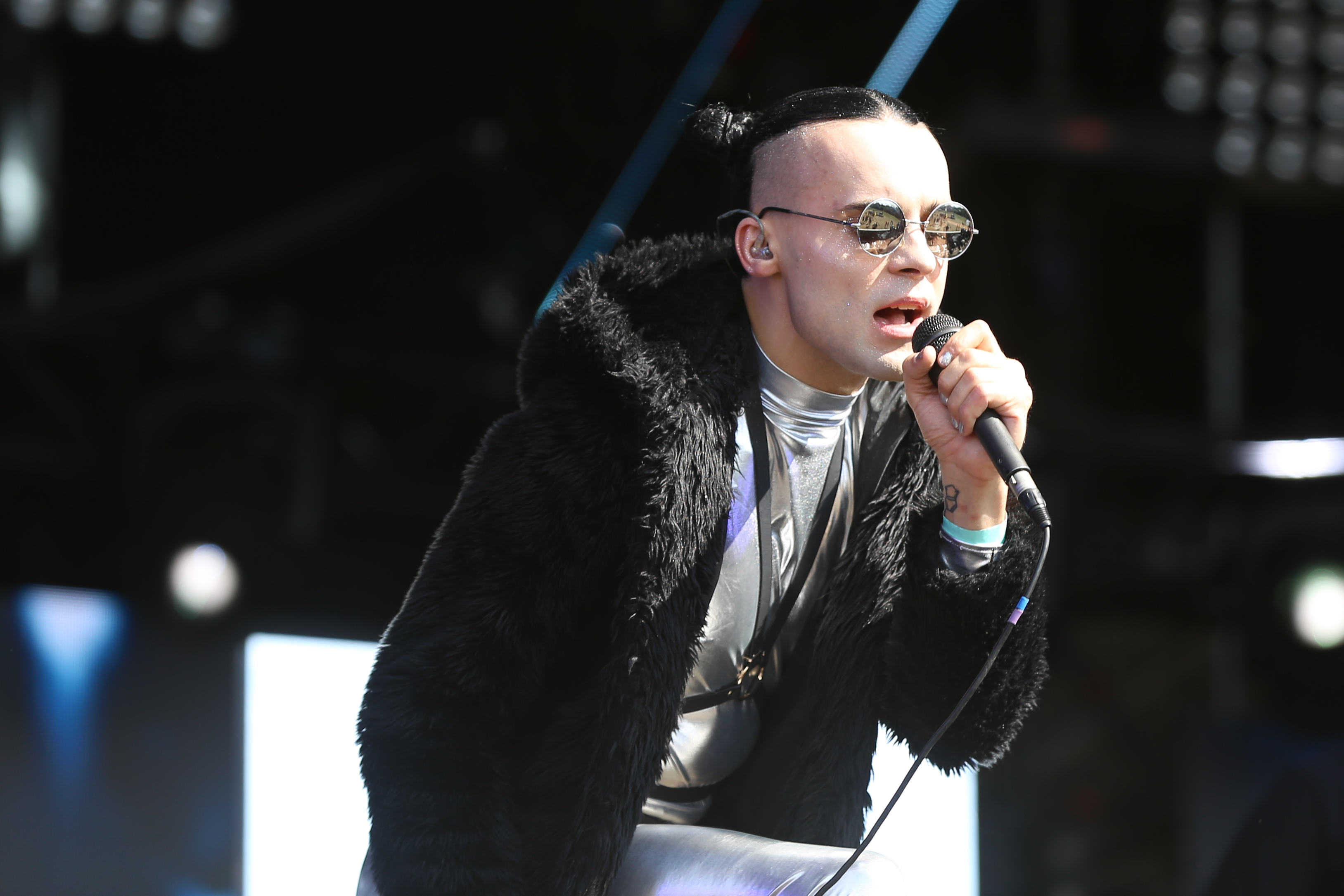
Paveu Ostrovsky na Pol’and’Rock Festival 2021

## Skład

### Obecny skład
- Paveu Ostrovsky – wokal
- Mateusz Gągol – instrumenty klawiszowe
- Kamil Cegiełka – perkusja
- Jakub Lipiński – gitara basowa (od maja 2020)

### Byli członkowie
- Jasiek Łukomski – gitara basowa (do 2020)

## Dyskografia

### Albumy studyjne
- OKO (23 lutego 2024, Requiem Records, CD i LP)[4]

### Single
- Serendipity (19 stycznia 2017, promo CD)
- Glitterball (14 sierpnia 2017)
- Stardust (21 listopada 2017)
- Dead Things Never Smell Good (25 maja 2018)
- How Does It Feel? (9 sierpnia 2019)
- Paranoja jest goła (27 grudnia 2019; cover Maanam; #57 Lista przebojów Trójki, piosenka dnia w Trójce 9 stycznia 2020)
- Tango (25 lutego 2023)[5]
- Stamina (4 maja 2023)[6]
- UFO (14 lipca 2023)[7]
- Hydra (24 sierpnia 2023)[8]
- Tam feat. Anja Orthodox (9 lutego 2024)[9]

### Inne wydawnictwa
- nowhere ep - (2022, CD; samodzielnie wydane EP dostępne tylko na koncertach, zawiera wcześniej wydane anglojęzyczne single zespołu, zarejestrowane 2017–2019)[10]
  - Lista utworów:

1. How Does It Feel? - 5:38
2. Genie - 3:20
3. Dead Things Never Smell Good - 4:54
4. Love Will Burn Us All - 3:38
5. Glitterball - 5:06
6. Serendipity - 4:22

- Live 2021 (2023, CD; oficjalny bootleg wydany samodzielnie w limitowanej liczbie egzemplarzy jako nagroda podczas zrzutki na nagranie płyty na portalu Zrzutka.pl, zarejestrowano 27 listopada 2021 podczas koncertu w Zielonej Górze)[11][12]

### Obecność na składankach
- Wolność W Muzyce 4 (2017) –  utwór Serendipity
- Empik Prezentuje: Dobre Bo Polskie - Motyle I Ćmy - Młodzi I Zdolni (2018) – utwór Stardust
- Castle Party 2021 (2021) – utwór Love Will Burn Us All
- Festiwal REQUIEM – Zawieje (2023, składanka z koncertu 4 wykonawców związanych z Requiem Records, który odbył się 10 czerwca 2023) – utwory:

1. Tango
2. UFO
3. Fly on the windscreen (cover Depeche Mode)
4. Prawda